# Шипов, Сергей Юрьевич
Серге́й Ю́рьевич Ши́пов (род. 17 апреля 1966, Муром, Владимирская область) — российский шахматист, гроссмейстер (1996), тренер, комментатор, писатель и популяризатор шахмат. В 1990-е годы Шипов был постоянным спарринг-партнёром действующего чемпиона мира Гарри Каспарова. В разные годы был тренером таких известных гроссмейстеров, как Ян Непомнящий, Даниил Дубов, Владимир Белов, Светлана Матвеева, Григорий Опарин и Андрей Есипенко. Ведущий Crestbook - шахматного канала на ютубе.

## Биография
В начале 1970-х годов переехал со своей семьёй в Киржач (посёлок Красный Октябрь), где долгое время занимался в шахматном кружке. Во втором классе у ребёнка возникла остеохондропатия тазобедренного сустава, в результате чего он 3,5 года провёл в больнице в лежачем состоянии. В 1979 году поступил в спортивный интернат в Москве, где в одном классе с ним учились будущие гроссмейстеры Евгений Бареев и Юрий Дохоян. С 1983 по 1989 год учился на физическом факультете МГУ. В 1989—1991 годах работал в Институте химической физики Академии наук СССР в Черноголовке.
В 1992 году выполнил норму международного мастера, в 1996 году стал гроссмейстером. В 1998 году в Санкт-Петербурге завоевал титул вице-чемпиона России. Успешно выступал в командных чемпионатах России: в 1992 году стал серебряным призёром в составе «Кадыра» (Челябинск), в 2007 году — бронзовый призёр в составе «Элары» (Чебоксары).
Участник чемпионата мира 1999 (в 3-м туре уступил Василию Иванчуку, проиграв обе классические партии). 2-я партия с Иванчуком получила название Ежовая битва в Лас-Вегасе.
Был спарринг-партнёром Гарри Каспарова.
С 1999 года живёт и работает в Москве.
Добился значительных успехов на тренерском поприще. В разное время тренировал Александру Костенюк, Светлану Матвееву, Владимира Белова, Сергея Карякина, Яна Непомнящего, Даниила Дубова, Григория Опарина и Андрея Есипенко.
В феврале 2022 года ФИДЕ подала запрос на Шипова в комиссию по этике и дисциплине в связи с его поддержкой российского вторжения на Украину В марте 2023 года гроссмейстер сообщил о блокировке его учётной записи на Chess.com.

## Другая деятельность

### Комментаторская
На протяжении комментаторской карьеры сотрудничал с kasparov-chess.ru, chesspro.ru и 64ru. В 2006 году основал собственный шахматный сайт crestbook.com.
С 2013 по 2014 год являлся постоянным комментатором шахматных интернет-каналов Chess TV и Chess Cast.
В ноябре 2016 года выступил официальным русскоязычным комментатором матча за звание чемпиона мира.
С 2016 года — постоянный шахматный эксперт на Матч ТВ.

### Литературная
Автор четырёх книг:
- Дамский Я. В., Шипов С. Ю. Последняя интрига века: Каспаров-Крамник, Лондон 2000. — М.: Элекс-КМ, 2000. — 150 с. — ISBN 5-9381-5008-6.
- Шипов С. Ю. Ёж. Хищники на шахматной доске. — 2-е изд. — М.: Рипол Классик, 2005. — 576 с. — ISBN 5-7905-2763-9.
- Shipov, Sergey. The Complete Hedgehog, Vol. 1 (неопр.). — Mongoose Press, 2009. — С. 532. — ISBN 978-0-9791482-1-7.
- Shipov, Sergey. The Complete Hedgehog, Vol. 2 (неопр.). — Mongoose Press, 2011. — С. 584. — ISBN 978-1-9362772-2-3.

## Спортивные достижения
| Год       | Город           | Турнир                | + | − | = | Результат | Место |
| --------- | --------------- | --------------------- | - | - | - | --------- | ----- |
| 1994      | Элиста          | 47-й чемпионат России | 2 | 2 | 7 | 5½ из 11  | 24–31 |
| 1998      | Санкт-Петербург | 51-й чемпионат России | 5 | 1 | 5 | 7½ из 11  | 1–4   |
| 1998/1999 | Гастингс        | Международный турнир  | 4 | 3 | 2 | 5 из 9    | 2–6   |
| 2001      | Элиста          | 54-й чемпионат России | 3 | 2 | 4 | 5 из 9    | 21–26 |
| 2002      | Москва          | Аэрофлот Опен         | 2 | 2 | 5 | 4½ из 9   | 62    |
| 2003      | Красноярск      | 56-й чемпионат России | 3 | 2 | 4 | 5 из 9    | 20–37 |
| 2006      | Тромсё          | Международный турнир  | 6 | 0 | 3 | 7½ из 9   | 1     |

В 2006 году на турнире в Тромсё победил Магнуса Карлсена.
[Event "Midnight Sun Chess Challenge"] [Date "30.06.2006"] [Round "7"] [White "Карлсен, Магнус"] [Black "Шипов, Сергей Юрьевич"] [Result "0-1"] [ECO "C03"] [WhiteElo "2646"] [BlackElo "2576"] [PlyCount "152"] [EventCountry "NOR"] 1.e4 e6 2.d4 d5 3.Nd2 a6 4.Ngf3 c5 5.exd5 exd5 6.dxc5 Bxc5 7.Nb3 Bb6 8.Qe2+ Ne7 9.Be3 Nbc6 10.Bxb6 Qxb6 11.Qd2 O-O 12.Be2 a5 13.a4 Bf5 14.O-O Rac8 15.Bb5 Be4 16.Ng5 Bg6 17.Rfe1 d4 18.Nf3 Rfd8 19.Nh4 Nf5 20.Nxg6 hxg6 21.Bd3 Nb4 22.Re5 Nxd3 23.Qxd3 Rc6 24.Rae1 Qb4 25.Nxa5 Rcc8 26.R1e2 Qxb2 27.g3 Qa1+ 28.Re1 Qxa4 29.Nxb7 Rf8 30.Nc5 Qa7 31.Ne4 Qa2 32.Re2 Qa1+ 33.Kg2 Qa8 34.Qf3 d3 35.Re1 dxc2 36.Rc1 Rfd8 37.Kh3 Nd4 38.Qe3 Nf5 39.Qb3 Nd4 40.Qe3 Qb7 41.Ng5 Qd7+ 42.g4 Re8 43.Rxe8+ Rxe8 44.Qd3 Qe7 45.Nf3 Ne2 46.Qxc2 Nxc1 47.Qxc1 Qf6 48.Kg3 Qd6+ 49.Kg2 Qd5 50.Kg3 Re4 51.h3 f6 52.Qc8+ Kh7 53.Qc2 Rb4 54.Qe2 Rb3 55.Kg2 Qd3 56.Qxd3 Rxd3 57.Nh4 g5 58.Nf5 Kg8 59.Ne3 Kf7 60.Kg3 Ke6 61.Kg2 Ke5 62.Nf1 Kd4 63.Ng3 Ke5 64.Nf1 Kf4 65.Nh2 Ra3 66.Nf1 g6 67.Nh2 Ke4 68.Nf1 Rd3 69.Ng3+ Ke5 70.Nf1 f5 71.gxf5 gxf5 72.Nh2 Ke4 73.Nf1 f4 74.Nh2 f3+ 75.Kg3 Rd1 76.h4 Rg1+ 0-1

## Изменения рейтинга
| Графики недоступны из-за технических проблем. См. информацию на Фабрикаторе и на mediawiki.org. |

## Оценки
Шахматный журналист, гроссмейстер Дмитрий Кряквин:

«Сергей Шипов стал настоящим предвестником новой информационной эпохи в нашей игре, точнее, в её освещении. В известном смысле его можно назвать „российским голосом шахмат“, по аналогии со знаменитым комментатором „Формулы-1“ Алексеем Поповым. Не то чтобы в отечественных шахматах не было хороших комментаторов или журналистов — они были всегда, но Шипов первым показал, что можно постоянно, очень много и очень интересно рассказывать о любимой игре на 64-клетках и при этом оставаться успешным тренером, сильным практиком.

В период информационной пустоты „нулевых“, периода кризиса журналов и закрытия газеты „Шахматная неделя“ его обзоры и комментарии были единственным лучиком, согревающим сердца русскоязычных любителей шахмат. Уверен, если бы не Сергей Юрьевич, поколение молодых шахматных журналистов нашей страны было бы совсем другим, да и стремление работать с ведущими юными шахматистами пользовалось бы куда меньшим уважением в обществе»